# Arnulf (Holland)

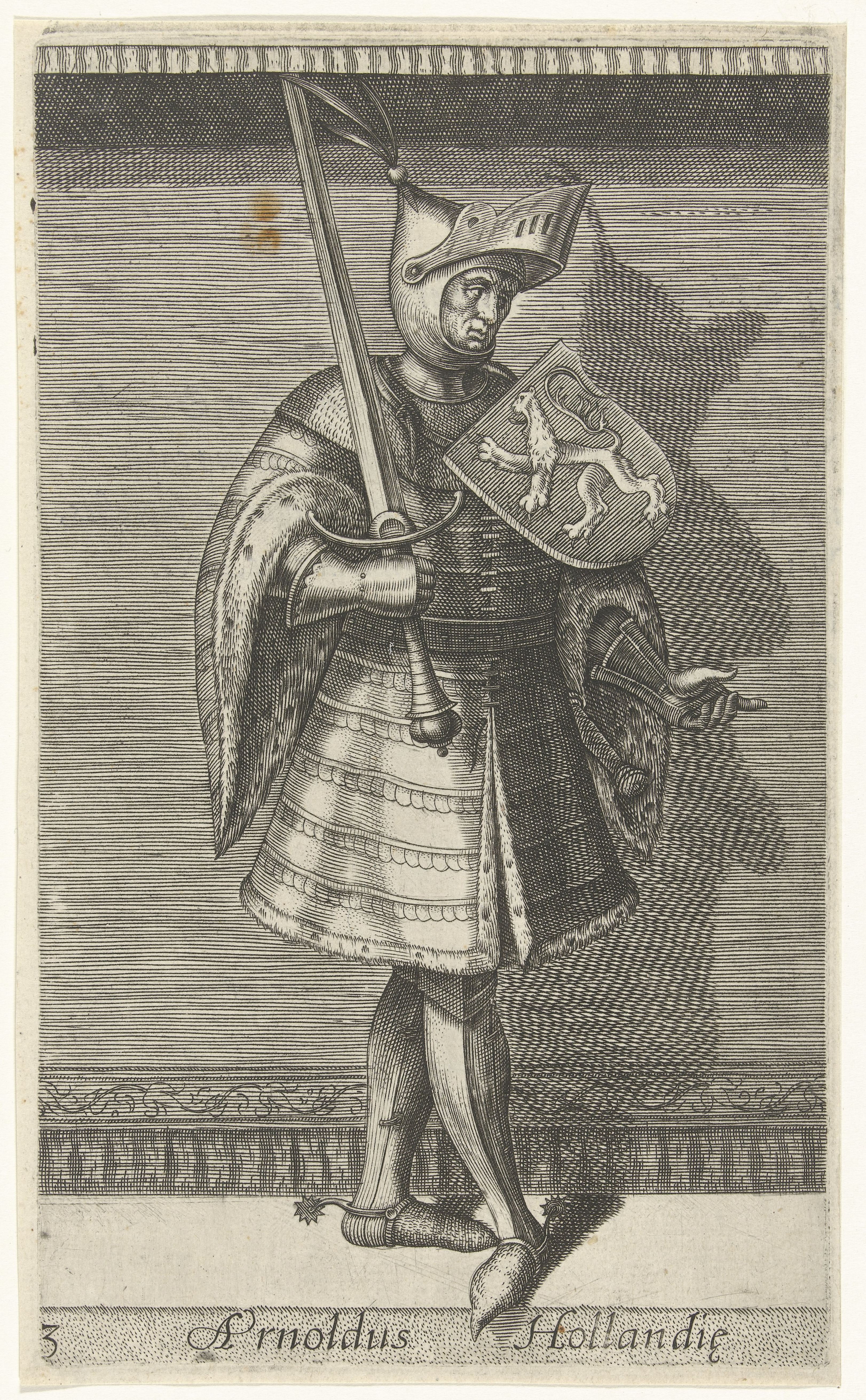
Arnulf, ahistorische Phantasiedarstellung 1578

Arnulf von Holland (auch Arnulf von Gent) (* um 955; † 18. November 993 in Winkel) war Graf von Holland beziehungsweise West-Friesland und Burggraf von Gent.

## Familie
Er stammte aus der Familie der Gerulfinger und war ein Sohn des Grafen Dietrich II. von Holland und der Hildegard von Flandern. Sie war eine Tochter von Graf Arnulf I. von Flandern. Sein Bruder war Ekbert, Erzbischof von Trier. Er selbst war mit einer Liutgard, Tochter des Grafen Siegfried von Luxemburg verheiratet. Sie war eine Schwester der Kaiserin Kunigunde. Aus dieser Ehe gingen Dietrich III., Sigfried und Aleida hervor.

## Leben
Arnulf soll 983 Otto II. nach Italien begleitet haben. Er trat im Jahre 988 die Nachfolge seines Vaters an. Diese erwies sich aber als teilweise schwierig. Er war nicht nur einer der mächtigsten Lehnsnehmer des ottonischen Hauses im Gebiet zwischen der Rhein- und Scheldemündung, sondern hatte auch Lehen der französischen Krone inne und war zudem als Hafen- und Wikgraf von Gent von großer Bedeutung. Weil er wie sein Vater auch Anhänger der Ottonen war, kam es zum Konflikt mit Hugo Capet. Dieser verwüstete Arnulfs Gebiete und belehnte nicht ihn, sondern seinen Sohn Theoderich III. mit den französischen Besitzungen.  Mitte Mai 988 hielten sich Otto III. und Kaiserin Theophanu im zwischen Hugo Capet und Karl von Niederlothringen umkämpften Gebiet auf. Zum Hoflager der Kaiserin kamen auch die Großen der Region. Dies waren namentlich Markgraf Gottfried von Verdun und Arnulf von Holland, Westfriesland und Gent. Dort wurden wohl auch die nach dem Tod des Vaters durch Hugo Capet in Verwirrung geratenen lehnsrechtlichen Verhältnisse Arnulfs geklärt.  Er verfügte über einen großen Allodbesitz und versuchte seinen Besitz auszuweiten. Er machte auch der Abtei Egmond reiche Schenkungen. Durch die familiäre Beziehung seiner Ehefrau zu Kaiserin Theophanu kam die Abtei etwa in den Besitz von zahlreichen griechischen und lateinischen Schriften. Zu seiner Zeit kam es zu schweren Kämpfen mit den Friesen. Er fiel in einer Schlacht bei Winkel gegen die Friesen.